# Договор Брайана — Чаморро
Договор Брайана — Чаморро — договор, подписанный между США и Никарагуа 5 августа 1914 года в результате войны между ними. Сенат США ратифицировал договор только 22 июня 1916 года, так как в нём содержался пункт, который был схож с поправкой Платта, и давал право США на вторжение на территорию Никарагуа.

## История
Договор получил своё название в честь подписавших его Эмилиано Чаморро и Уильяма Брайана. По договору США  «на вечные времена» предоставлялось право строительства и эксплуатации межокеанского канала на территории Никарагуа, который, впрочем, не был построен, также Америка получила в аренду на 99 лет острова Большой и Малый Корн в Карибском море и право на строительство в заливе Фонсека военной базы. США, в свою очередь, должны были выплатить Никарагуа 3 миллиона долларов. 
Соседи Никарагуа — Гондурас, Сальвадор и Коста-Рика протестовали против этого договора, но не смогли добиться его отмены.
В результате переговоров 14 июля 1970 года договор был расторгнут.